# 468 v. Chr.
Portal Geschichte | Portal Biografien | Aktuelle Ereignisse | Jahreskalender | Tagesartikel

◄ |
6. Jahrhundert v. Chr. |
5. Jahrhundert v. Chr. |
4. Jahrhundert v. Chr. |
►

◄ | 480er v. Chr. | 470er v. Chr. | 460er v. Chr. | 450er v. Chr. |
440er v. Chr. |
►

◄◄ | ◄ | 471 v. Chr. | 470 v. Chr. | 469 v. Chr. | 468 v. Chr. |
467 v. Chr. |
466 v. Chr. |
465 v. Chr. |
► |
►►

## Ereignisse

### Politik und Weltgeschehen
Die Römer erobern Antium, die Hauptstadt der Volsker.

### Kultur
Sophokles siegt im Wettstreit bei den Dionysien gegen Aischylos.

## Gestorben
- 468/467 v. Chr.: Simonides von Keos, griechischer Lyriker (* 557/556 v. Chr.)